# Frank Christol
Frank Henri Christol, né le 21 juillet 1884 à Hermon, Colonie du Cap, mort le 30 novembre 1979 dans le 12e arrondissement de Paris, est un pasteur et aumônier militaire protestant français.

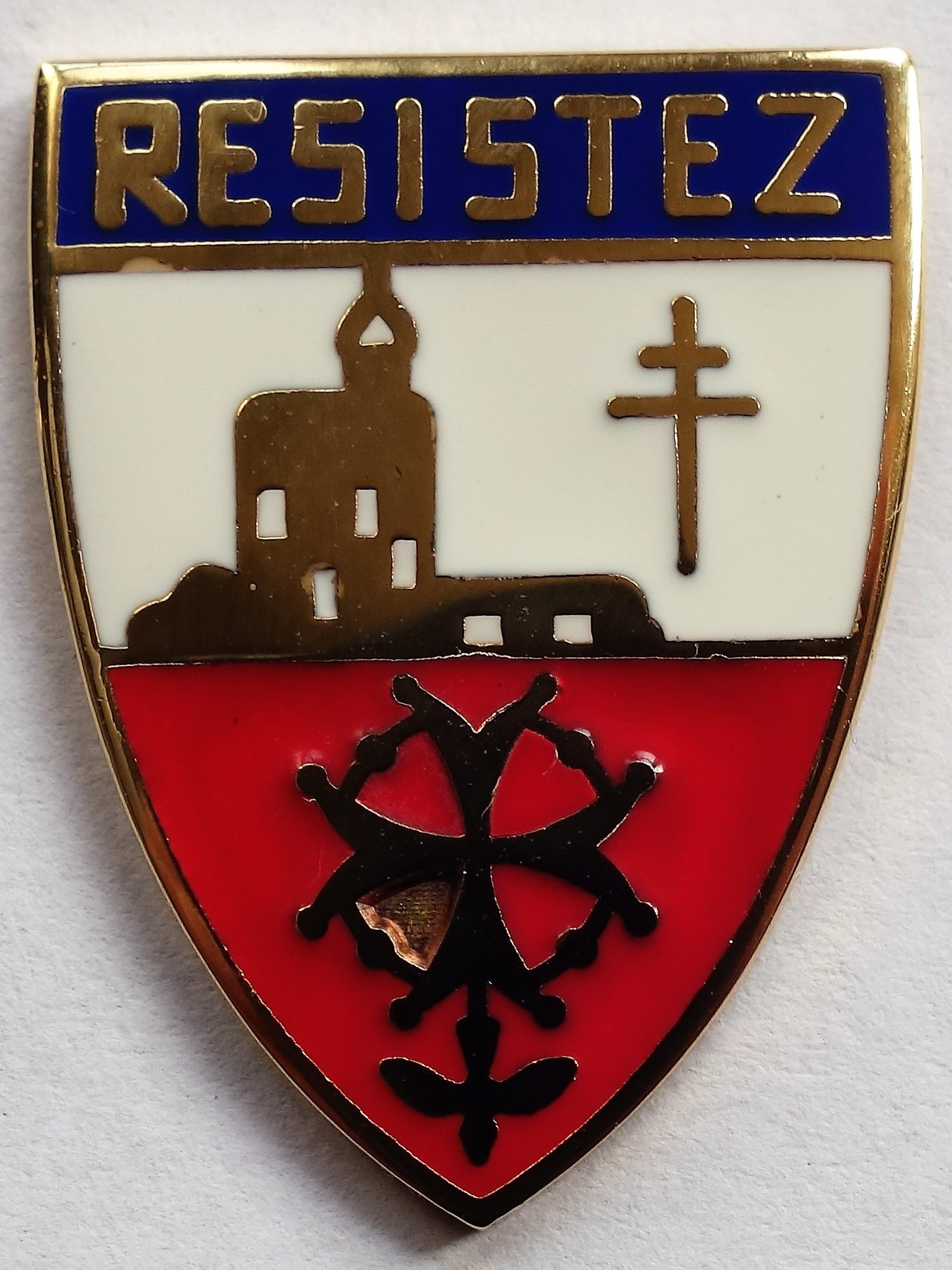
Badge Résistez conçu par Christol pour l'Église protestante française de Londres et les protestants des FFL (modèle 1942).

## Biographie
Frank Christol passe deux années au front lors de la Première Guerre mondiale. Il est pasteur à Vabre (Tarn), puis au Zambèze durant trois ans et au Cameroun pendant douze ans. De 1928 à 1952, il est le pasteur de l'Église protestante française de Londres.

### Les années de guerre
Le 7 juin 1940, le gouvernement de la Troisième République le nomme aumônier protestant des militaires français en Angleterre[réf. souhaitée]. Il œuvre auprès des soldats rescapés de Dunkerque et de ceux qui reviennent de Narvik. Dès l'armistice, Christol et le consistoire de son Église se rallient à la poursuite de la lutte militaire autour de Charles de Gaulle. Les Forces françaises libres (FFL) déclinent la première offre de service de Christol. Un aumônier catholique romain affirme même qu'il n'y a pas de protestants dans les FFL. Le pasteur revient à la charge et rencontre le général pour la première fois le 27 décembre 1940. De Gaulle le nomme aumônier-capitaine dans les FFL le 5 mai 1941.  
Maurice Schumann demande à Frank Christol de faire une première intervention radiophonique le 21 octobre 1940. Pendant la guerre, plusieurs émissions L'aumônier protestant des Forces françaises libres s'adresse à ses coreligionnaires sont diffusées. (Durant l'une d'elles, le présentateur annonce distraitement « le pasteur Christol vous parle », ce qui provoque une enquête des Allemands auprès des membres de sa famille restés en France.)
Frank Christol créé le badge Résistez pour les protestants français de Londres et des FFL. Cet insigne mêle sur fond de drapeau français la Tour de Constance et la croix huguenote à la croix de Lorraine. 
Pendant la guerre, l'Église protestante française de Londres transforme son mensuel, Le Lien, en une publication pour les protestants engagés dans les FFL. Le badge créé par le pasteur est utilisé en en-tête. Un sous-titre Organe protestant de la France combattante et la devise de Théodore de Bèze, Plus à me frapper on s'amuse, tant plus de marteaux on y use, sont ajoutés. Frank Christol y relate ses activités et celles des autres protestants de Londres, diffuse des prédications et exhorte les membres des FFL. Dans Le Lien sont notamment publiées les thèses de Pomeyrol, un poème de Théodore Monod et des prédications par André Philip et Roland de Pury.
Le pasteur prend part aux échanges avec les églises protestantes anglophones et leurs membres. Dès l'été 1941 est créée une Association chrétienne anglo-française (Anglo-French Christian Fellowship) basée au temple de l'Église protestante française de Londres à Soho Square et qui comprend des membres britanniques, français, belges et suisses. Cette association demeure active jusque dans les années 1970. En 1942 Frank Christol est invité à s'adresser aux réformés écossais lors de l'assemblée générale de l'Église d'Écosse à Édimbourg.
En été 1943 est fondé le Comité protestant français, également basé au temple de Soho Square et dont Christol a eu l'idée plusieurs mois auparavant « pour s'occuper de l'aide à apporter aux Églises de France au moment de la libération du territoire ». Il en prend la vice-présidence tandis qu'André Philip et André Jaulmes sont respectivement président et trésorier. Parmi les membres figurent le professeur Edmond Vermeil et plusieurs officiers, dont le commandant Jacques-Henri Schloesing.
Son fils Jean-Claude, sergent-maquisard des Forces françaises de l'intérieur (FFI), est tué le 18 juin 1944 dans l'Yonne.

## Publications
- 1935 : A l'ombre d'un wagon à bœufs: quelques souvenirs d'enfance.
- 1946 : Comme au temps de nos pères (comme éditeur ; recueil de souvenirs de protestants de la France libre).
- 1977 : Quelques souvenirs de guerre, 1939-1946.

## Distinctions
- Médaille commémorative des services volontaires dans la France libre, remise à Frank Christol par le général Edgard de Larminat.